# Jeanne-Françoise Vincent
Pour les articles homonymes, voir Vincent (patronyme).
Jeanne-Françoise Vincent, née Mulliez le 21 août 1935 à Mons-en-Barœul et décédée le 10 décembre 2012 à Cébazat,, est une ethnologue africaniste française, spécialiste de l'Afrique centrale (Cameroun, République du Congo, Tchad).

## Biographie
Auteure d'une thèse de 3e cycle, Influence du milieu urbain sur la vie traditionnelle des femmes de Bacongo-Brazzaville  (EPHE, 1964) et d'une thèse d'État, Princes montagnards : les Mofu-Diamaré et le pouvoir politique (Paris 5, 1988) sous la direction de Georges Balandier, elle fut directrice de recherches au CNRS.

## Sélection de publications
- La culture du cacao et son retentissement social dans la région de Souanké, ORSTOM, 1961
- Femmes africaines en milieu urbain, ORSTOM, 1966
- Le mouvement Croix-Koma : une nouvelle forme de lutte contre la sorcellerie en pays kongo, Mouton, 1966, [lire en ligne]
- Le Pouvoir et le sacré chez les Hadjeray du Tchad, Anthropos, 1975
- Traditions et transition : entretiens avec des femmes beti du Sud-Cameroun : mariage et situation pré-coloniale, anciens rites de femmes, magie et sorcellerie, réactions à la christianisation (témoignages recueillis et présentés par Jeanne-Françoise Vincent, 1976
- Mille et un proverbes beti : la société beti à travers ses proverbes, SELAF, 1985 (recueillis par Théodore Tsala, éd. par Jeanne-Françoise Vincent et Luc Bouquiaux, préf. de Philippe Laburthe-Tolra)
- Femmes beti entre deux mondes : entretiens dans la forêt du Cameroun, Karthala, 2001
- La Construction religieuse du territoire, L'Harmattan, 1995 (en collab. avec Daniel Dory et Raymond Verdier)

## Filmographie
- Le taureau des ancêtres, film documentaire (réal. Jeanne-Françoise Vincent, commentaires Jean-Dominique Lajoux et Youssouf Tata Cissé), CNRS Audiovisuel, cop. 1993